# Zlagna (okręg Caraș-Severin)
Zlagna – wieś w Rumunii, w okręgu Caraș-Severin, w gminie Turnu Ruieni. W 2011 roku liczyła 325 mieszkańców. 